# Christian Pineau
Christian Pineau (Chaumont-en-Bassigny, 14 ottobre 1904 – Parigi, 5 aprile 1995) è stato un politico francese.

## Biografia
Esponente socialista della Sezione Francese dell'Internazionale Operaia  (SFIO), durante l'occupazione tedesca della Francia fu membro della Resistenza, fondando e dirigendo il foglio clandestino Libération.
Nel 1943 fu catturato dai nazisti e confinato nel campo di concentramento di Buchenwald. Liberato nel 1945, divenne ministro degli Approvvigionamenti, quindi ministro dei Lavori Pubblici dal 1947 al 1948 e ministro degli Esteri dal 1956 al 1958. In questa veste, firmò il protocollo di Sèvres, preludio all'occupazione del canale di Suez e alla conseguente crisi.

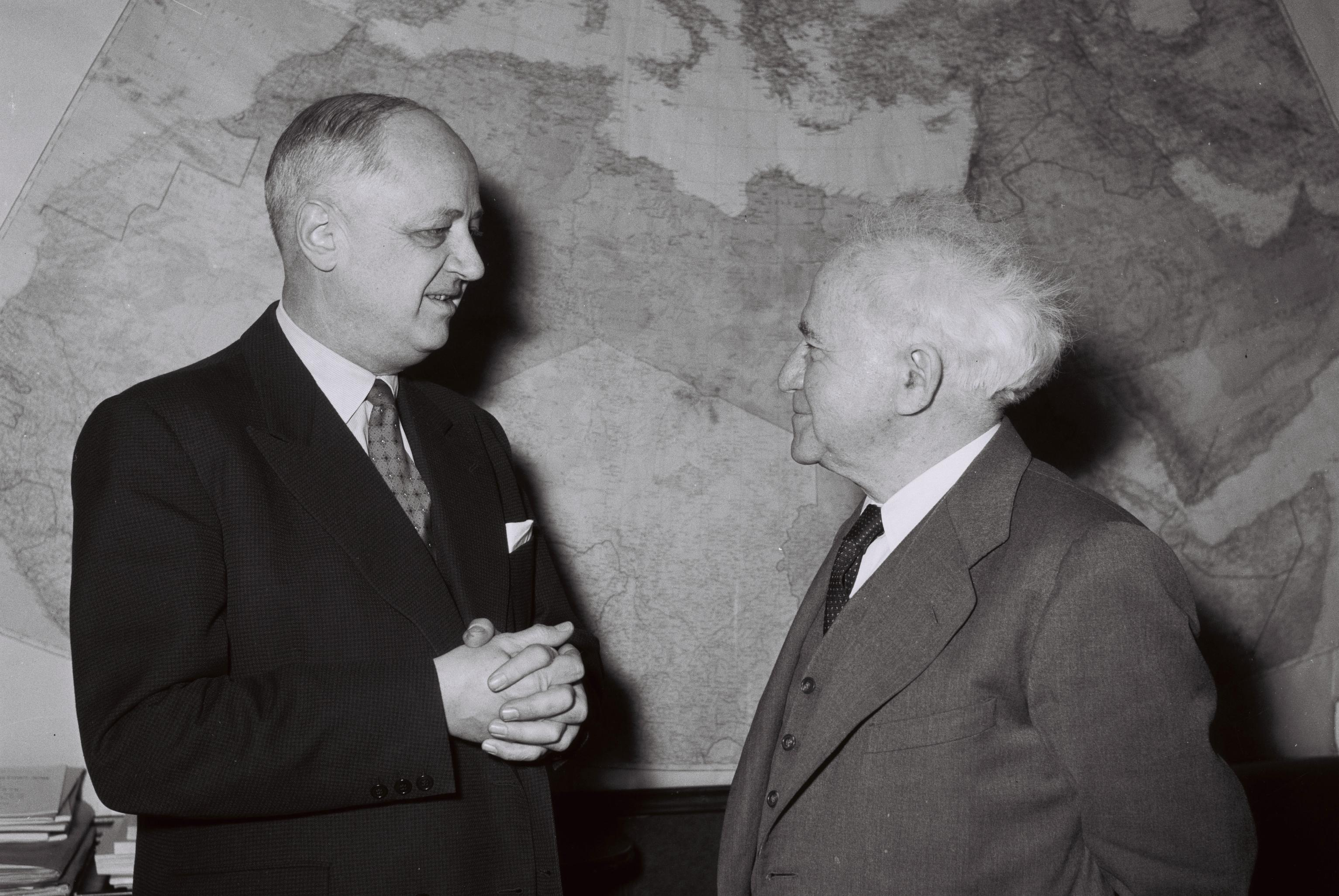
Christian Pineau in un incontro con David Ben Gurion